# Dominik Pagacz
Dominik Pagacz est un artiste canadien détenteur d'un prix Emmy, connu surtout comme concepteur sonore, monteur d'effets sonores, superviseur sonore, mixeur cinématographique, acteur et cinéaste,,,,,,,. Il est membre de l'Académie canadienne du cinéma et de la télévision ainsi que de l'Academy of Television Arts and Sciences (ATAS) (É.-U.).

## Filmographie
- 2010 : Les Piliers de la terre (aka The Pillars of the Earth)
- 2009 : Un ange à la mer
- 2003 : La Grande Séduction
- 2003 : Gisèle
- 2003 : Music Hall
- 2002 : Katryn's place
- 2001 : Une jeune fille à la fenêtre
- 2001 : Du pic au cœur
- 2001 : L'Ange de goudron
- 2000 : Les Muses orphelines
- 2000 : L'Ombre de l'épervier
- 1999 : Gladys
- 1999 : The Old man and the sea
- 1998 : L'Ombre de l'épervier
- 1998 : Le Violon rouge
- 1997 : Clandestins
- 1997 : L'Absent
- 1996 : L'Homme idéal
- 1996 : Marguerite Volant
- 1996 : Omertà
- 1996 : Midnight in Saint Petersburg
- 1995 : Hiroshima
- 1995 : Bullet to Beijing
- 1992 : La Fourmi et le volcan
- 1990 : A Bullet in the Head

## Distinctions

### Nominations et prix remportés *
- 2010 : Prix Emmy Meilleur montage sonore (Les Piliers de la terre) *
- 2010 : Prix Jutra Meilleur son (Un ange à la mer)
- 2003 : Prix Gémeaux Meilleur son (Music Hall)
- 2002 : Prix Génie Meilleur montage sonore (Une jeune fille à la fenêtre)
- 2002 : Prix Jutra Meilleur son (Une jeune fille à la fenêtre)
- 2001 : Prix Jutra Meilleur son (Les Muses orphelines)
- 2000 : Prix Gémaux Meilleur son (L'Ombre de l'épervier)
- 1998 : Prix Gémaux Meilleur son (L'Ombre de l'épervier)